# Phandu Skelemani
Phandu Skelemani, (né le 5 janvier 1945), est un homme politique botswanais. Il est président de l'Assemblée nationale, succédant à Gladys Kokorwe.
Il est ministre des Affaires présidentielles et de l'Administration publique du 9 novembre 2004 à janvier 2007, date à laquelle il devient ministre de Justice, procureur général, la Force de défense du Botswana, de la police, la Direction générale sur la corruption et la criminalité économique, et la sécurité. Il est ministre des Affaires étrangères de 2008 à 2014, succédant à Mompati Merafhe.